# Dualité des ordres de juridiction
La dualité des ordres de juridiction (ou dualisme juridictionnel) consiste en l’existence de deux ordres juridictionnels séparés : l’ordre administratif et l’ordre judiciaire, dans des pyramides judiciaires nettement distinctes, sans qu'il soit possible de passer directement d'un ordre à l'autre par un processus de contrôle judiciaire des décisions administratives.

## États avec la dualité des ordres de juridiction

### Allemagne
L'Allemagne a un système dualiste dont l’ordre administratif possède trois degrés de juridiction.

### Belgique
Selon la fondation IFRAP, la Belgique a un système dualiste de la base au sommet, avec un ordre judiciaire ainsi que de nombreuses juridictions administratives à compétence spéciale en première instance, et un Conseil d'État au sommet de l'ordre administratif. La Cour de cassation répartit les compétences.

### France
En France, l'ordre administratif et l'ordre judiciaire ont à leur tête respectivement le Conseil d'État et la Cour de cassation. L’existence de ces deux ordres de juridiction distincts est en France le produit de l’histoire, fruit de la volonté d’empêcher le juge judiciaire de s’immiscer dans les questions de l’administration. La répartition est réglée par le tribunal des conflits.

## États monistes (sans la dualité des ordres de juridiction)

### Canada
Au Canada, bien qu'il existe des différences importantes entre les tribunaux administratifs et les tribunaux judiciaires, et malgré le fait que les termes ordre administratif et ordre judiciaire soient officiellement utilisés dans la législation provinciale québécoise, la pyramide des tribunaux est organisée de manière que les décisions contestées des tribunaux administratifs puissent être directement soumises au contrôle judiciaire de la Cour supérieure. En raison du pouvoir de contrôle judiciaire de la Cour supérieure sur les décisions des tribunaux administratifs, il n'est pas possible de parler de dualité des ordres de juridiction.

### Royaume-Uni
Au Royaume-Uni, le modèle est fondé sur un ordre de juridiction unique. En Angleterre, l’administration est donc soumise à la common law. Ce système trouve ses fondations dans une vision différente de la séparation des pouvoirs voulant que les pouvoirs puissent se contrôler pour éviter les abus.